# Teucrodoxa spiculifera
Teucrodoxa spiculifera is een vlinder uit de familie van de Lecithoceridae. De wetenschappelijke naam van de soort is voor het eerst geldig gepubliceerd in 1918 door Meyrick.